# Херман II Цељски
Херман II гроф Цељски (1360 — 13. октобар 1435), хрватско-далматински и славонски бан, је највећи представник грофова Цељских. Син је Хермана I Цељског и Катарине Котроманић.
Године 1396, након тешког пораза што га је султан Бајазит I нанео војсци Жигмунда Луксембуршког код Никопоља, он спашава Жигмунду живот, те се бродом спуштају низ Дунав и преко Цариграда враћају кући.
Жигмунд му је тада обећао да ће оженити Херманову кћерку Барбару, али због њене младости до венчања долази тек крајем 1405. године.
Године 1399. Херман добија од Жигмунда целу Загорску жупанију са Крапином, Лобором, Оштрцем, Белцем, Костелом, Тракошћаном, Лепоглавом, Цесарградом и обема утврдама Трновец.
Године 1401. Херман спашава из затвореништва Жигмунда, којег је угарско племство након његова повратка из Чешке у Будим заробило и предало Горјанскима на чување у граду Шиклошу.
Уз дозволу војводе Вилима он продаје Алберту Аустријском град Лихтенштајн у Доњој Аустрији и житну десетину у Модлингу код Беча, а Вилим препушта Херману и његовим наследницима свој део десетине код Бадена.
Жигмунд 1405. године издаје Херману потврде за претходна даровања, те му у залог даје Чаковец и Међумурје.
Како Жигмунд није вратио новац, залог прелази у посед Хермана, а Жигмунд именује Хермана баном Далмације, Хрватске и читаве Славоније, те управитељем ("губернатором") Загребачке бискупије за све световне послове.
Херман обавља банску службу и од 1423. до 1435. године.
Цељски грофови од Херманова бановања постају наследни банови.
Године 1427. Твртко II Котроманић склапа с Херманом међусобни баштински уговор о наслеђивању у случају непостојања мушких потомака.
Херман је од 1430. године не само бан, већ и губернатор Славоније.
У летном рефекторију манастира у Лепоглави сачуван је портрет Хермана, настао почетком 18. века.
Херман II је градитељ велике моћи Цељских те практично господар од Вилдона и Радгоне на Мури, Комна у Истри, Герова при извору Купе, до Бихаћа и Крупе у поречју Уне.
Постепено пребацује интерес своје породице према Истоку на подручје Угарске, то јест Хрватске и Славоније, те према Босни.
Херманова најстарија кћерка Барбара браком је постала царица Светог римског царства и краљица Угарске, Чешке, Хрватске и Славоније, док су сва три његова сина, укључујући и касније легитимизираног најмлађег ванбрачног сина, постала цељски грофови.

## Породично стабло
|  |                               |  |  |  |  |  |  |  |  |  |  |  |  |  |  |  |
|  | 4. Фридрих I Цељски           |  |  |  |  |  |  |  |  |  |  |  |  |  |  |  |
|  |                               |  |  |  |  |  |  |  |  |  |  |  |  |  |  |  |
|  |                               |  |  |  |  |  |  |  |  |  |  |  |  |  |  |  |
|  | 2. Херман I Цељски            |  |  |  |  |  |  |  |  |  |  |  |  |  |  |  |
|  |                               |  |  |  |  |  |  |  |  |  |  |  |  |  |  |  |
|  |                               |  |  |  |  |  |  |  |  |  |  |  |  |  |  |  |
|  | 5. Диедмунд од Валсеа         |  |  |  |  |  |  |  |  |  |  |  |  |  |  |  |
|  |                               |  |  |  |  |  |  |  |  |  |  |  |  |  |  |  |
|  |                               |  |  |  |  |  |  |  |  |  |  |  |  |  |  |  |
|  | 1. Херман II Цељски           |  |  |  |  |  |  |  |  |  |  |  |  |  |  |  |
|  |                               |  |  |  |  |  |  |  |  |  |  |  |  |  |  |  |
|  |                               |  |  |  |  |  |  |  |  |  |  |  |  |  |  |  |
|  | 3. Катарина Котроманић Цељска |  |  |  |  |  |  |  |  |  |  |  |  |  |  |  |
|  |                               |  |  |  |  |  |  |  |  |  |  |  |  |  |  |  |
|  |                               |  |  |  |  |  |  |  |  |  |  |  |  |  |  |  |